# Hutong

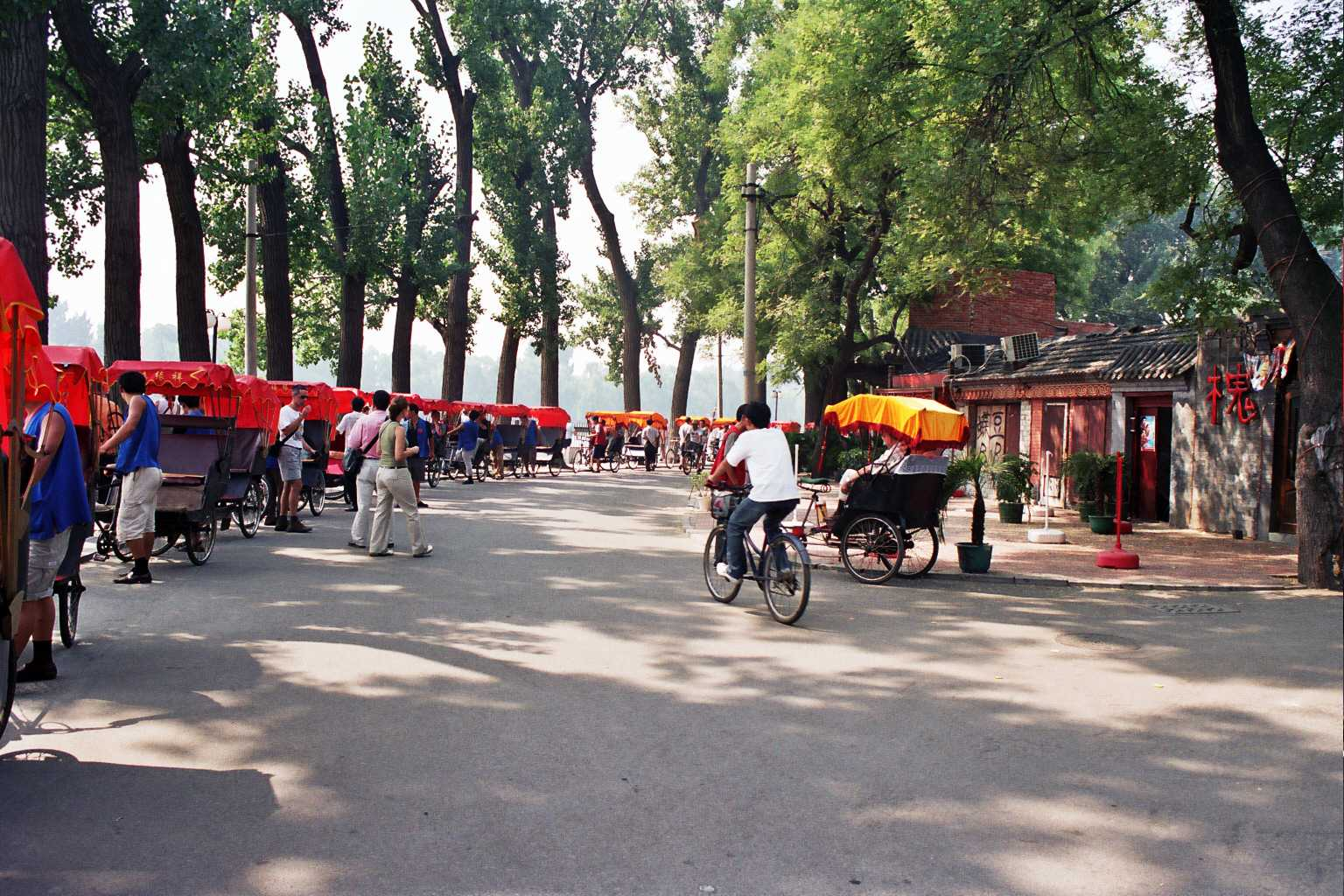
Concentración de triciclos en la zona de los hutong de Pekín

Los hutong (chino simplificado: 胡同, chino tradicional: 衚衕, pinyin: hútòng) son los callejones que forman el casco antiguo de la ciudad de Pekín (China). Muchas de estas callejuelas fueron construidas durante las dinastías Yuan, Ming y Qing.
En estas calles, las casas tienen entradas estrechas y todas las habitaciones dan a un patio cuadrado, centro neurálgico de la vivienda. La mayoría tienen un cuarto de baño comunitario.
En el año 2000 había más de 4500 de estas callejuelas que recorrían el viejo Pekín alrededor de la Ciudad Prohibida. A partir de la concesión a Pekín de los Juegos Olímpicos de 2008, el Gobierno de la ciudad decidió derribar gran parte de estos viejos barrios y construir nuevas y más altas viviendas.
Aún se puede visitar algunos de estos barrios tradicionales en la zona de Nanchizi y en las proximidades de la mansión del Príncipe Yixin.